# Mănăstirea Xiropotamu
Mănăstirea Xeropotamu (în greacă Ξηροποτάμου) este o mănăstire de pe Muntele Athos.